# Lesbisk makt
Lesbisk makt är en ideell förening och medlemsorganisation som bildades 2013. Genom att skapa och synliggöra lesbisk kultur arbetar föreningen för att skapa en lesbisk folkrörelse. 2020 fanns det lokalgrupper på över tiotalet orter i Sverige, som framförallt är fokuserade kring att arrangera Lesbisk Frukost, som är en mötesplats för lesbiska och lesbisk kultur.

## Organisation

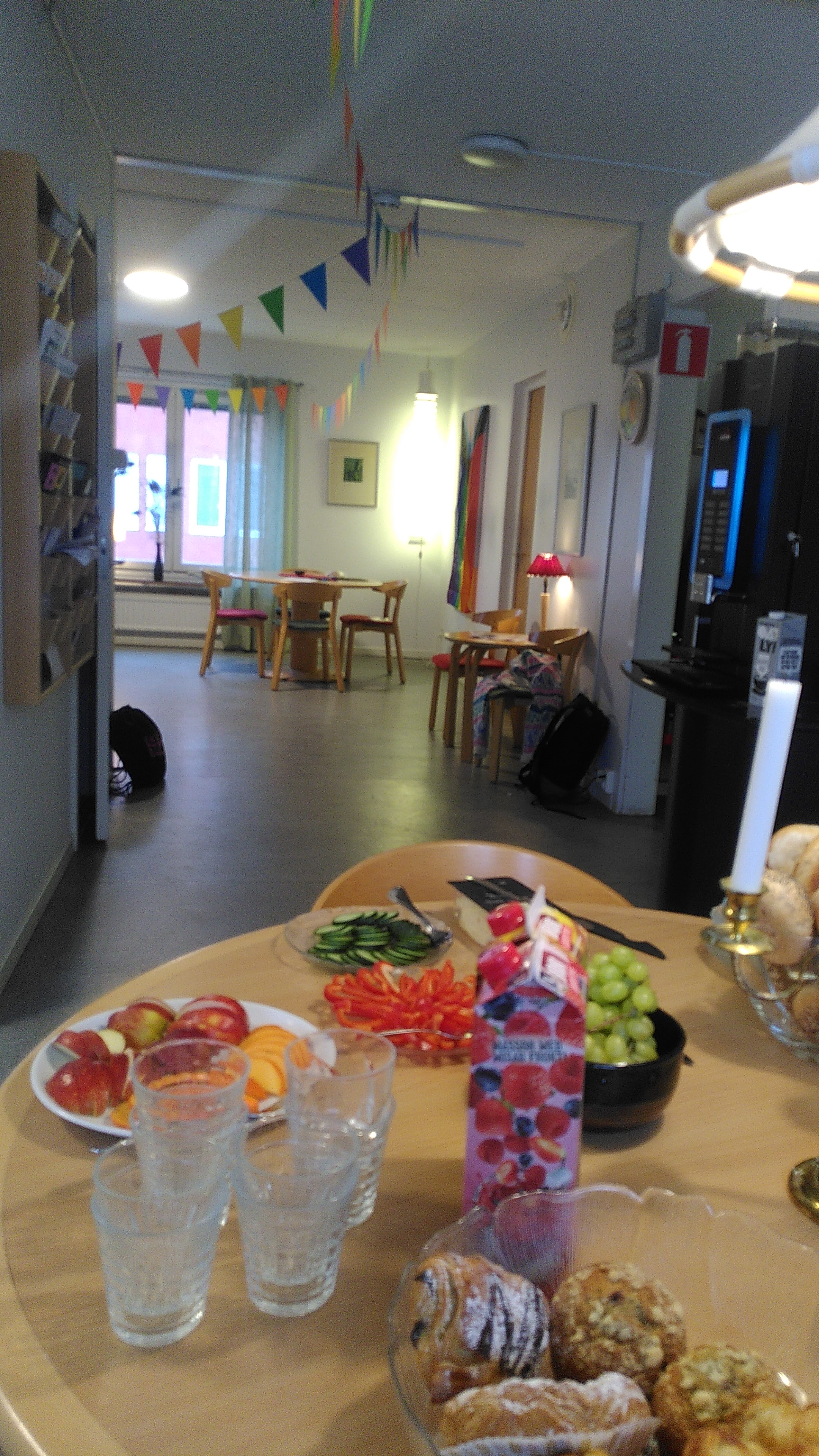
Lesbisk frukost på Kramfors bibliotek.

Lesbisk Makt består av lokalavdelningar på olika orter och platser i Sverige som driver utåtriktad verksamhet. 2020 finns det 16 lokalavdelningar i Göteborg, Helsingborg, Östersund, Sjuhärad, Umeå, Växjö, Dalsland, Kalmar, Linköping, Malmö, Norrbotten, Örebro, Osby, Stockholm, Sundsvall och Uppsala. Årsmötet är det högsta beslutande organet, som utser styrelsen. Föreningen har ett kansli baserat i Göteborg.
Föreningens syfte är att bredda förståelsen och innebörden av begreppet ”lesbisk” samt skapa, sprida och bevara lesbisk kultur och historia i hela landet. Föreningen arbetar med detta genom att arrangera lesbiska mötesplatser, aktiviteter, evenemang och nätverk.

## Verksamhet
Lesbisk Makts verksamhet består i att skapa evenemang med mötesplatser där lesbiskhet är norm. De består framförallt i Lesbisk Frukost, men även andra aktiviteter som filmkvällar, diskussionsklubb, bokcirkel, picknick, friluftsdagar, sommarläger och festival har arrangerats under åren. Inom föreningen drivs även en rad digitala grupper samt ordnas digitala evenemang som är öppna för intresserade.

### Lesbisk Frukost
Centralt i verksamheten är Lesbisk Frukost. Deltagarna äter frukost tillsammans. Oftast är det olika teman som lyfter lesbisk kultur. Så som panelsamtal på ämnet Lesbisk kiosklitteratur, musikframträdanden, föreläsning om roller derby och broderiworkshop.

## Historia
2012 genomförde Robin N Spegel en lesbisk workshop under Stockholm Pride. Under workshopen fick deltagarna bygga en lesbisk tidslinje, kartlägga det lesbiska Sverige och svara på frågan “Vad skulle du fråga en lesbisk guru?”. Under våren 2013 arrangerade Spegel “Lesbiska frukostmöten” i Stockholm. Vid varje tillfälle fanns frukost för självkostnadspris, en lesbisk skjorta för alla deltagare att klä på sig och inbjudna gäster som berättade om något lesbiskt projekt. Det var startpunkten som ledde till att föreningen Lesbisk Makt bildades 2013. Under 2013 och 2014 började personer ideellt arrangera lesbiska frukostar på olika platser i landet. 2015 fanns det arrangörsgrupper i Göteborg, Stockholm, Malmö, Helsingborg, Umeå och Linköping/Norrköping.
Lesbisk Makt drevs under 2014–2017 som samarbete i projektet A Lesbian Guide to Everything. Under 2017–2020 har projektet Myter och Verkligheter – En Lesbisk Odyssé drivits av föreningen. Lesbisk Makt har sedan våren 2019 två anställda på föreningens kansli baserat i Göteborg.

## Projekt

### A Lesbian Guide to Everything

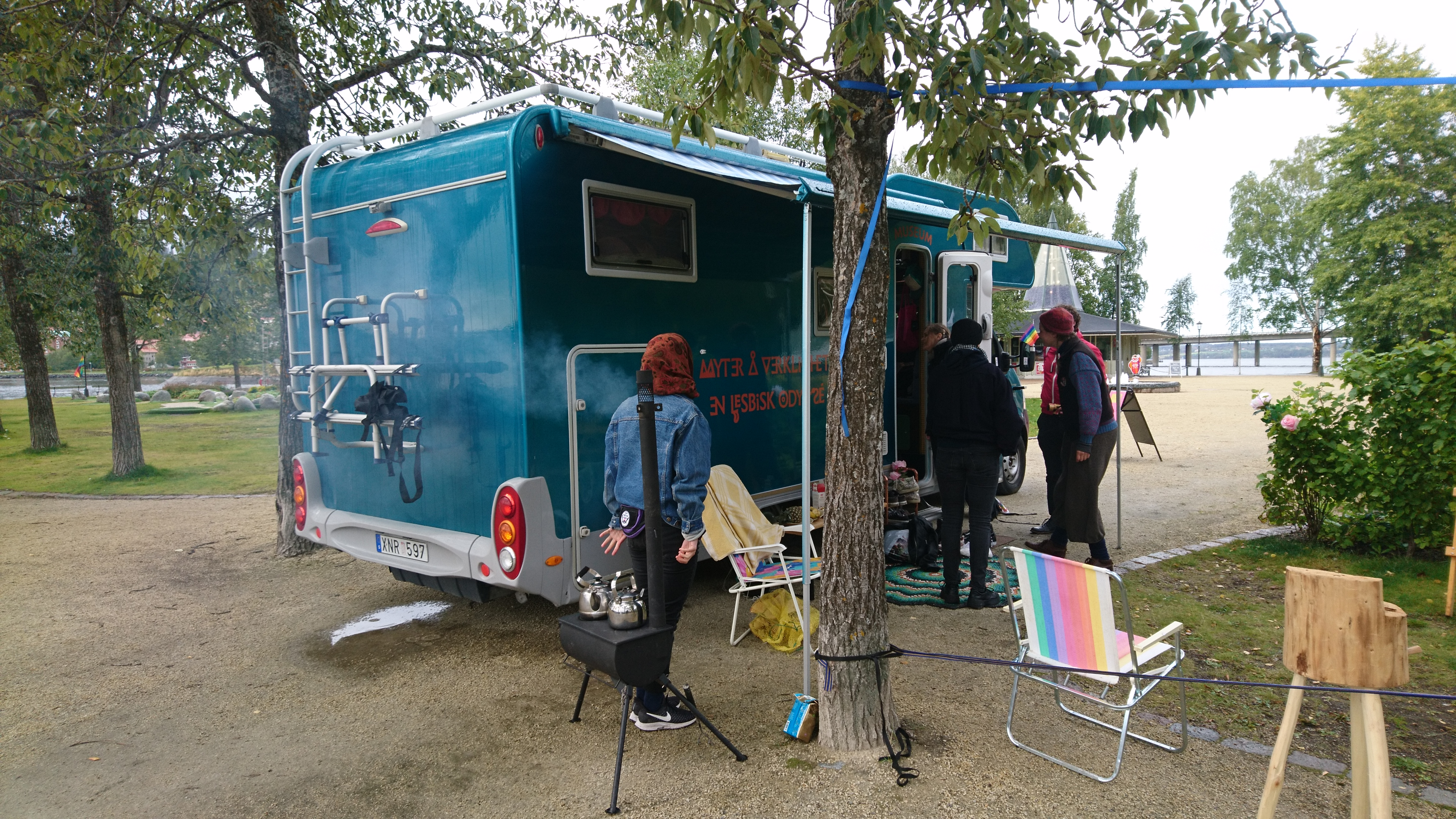
Lesbisk odyssés rullande museum i badhusparken i Östersund under Östersund Staaren Pride 2019.

Projektet drevs under 2014–2017 med stöd från Allmänna Arvsfonden. Det bestod i att skapa ett nationellt arrangörsnätverk av unga lesbiska, en rikstäckande arrangörsguide samt ett bestående digitalt och fysiskt arkiv. Genom att skapa ett arkiv vill bidra till en historieskrivning som erbjuder nya perspektiv på att vara ung och lesbisk idag och möjliggör fler identifikationspunkter för målgruppen. Målet med projektet är att skapa en modern folkrörelse, en gemenskap som sträcker sig utanför storstadsområdena. I det ingick att samla existerande lesbiska aktiviteter för att rörelsen ska bli större och starkare. Projektet fokuserade på åtta orter för att hitta och stärka lesbiska aktiviteter.

### Myter och verkligheter – En Lesbisk Odyssé
Projektet gjorde historisk research, hade ett kringresande lesbiskt museum och ett konstnärligt mentorsprogram för unga i de fem norra länen. Projektets främsta mål var att stärka hbtq-personers rättigheter och att demokratisera institutionernas historieskrivning. Projektet har utforskat metoder för att skapa samhörighet och gemenskap för lesbisk och queer ungdom som åtskiljs av stora geografiska avstånd.
I det rullande och levande museet går det att ta del av lesbisk historia och nutid från hela Norrland. Det är en ombyggd husbil designad av konst- & arkitekturkollektivet Mycket. Museet kan flytta på sig och har då fyllt en funktion eftersom det på mindre orter finns det inte några officiella mötesplatser för hbtq-personer, ingen pridefestival, ingen RFSL-avdelning. När museet besöker en liten ort kan det vara första gången någonting queert syns i det offentliga rummet. Det har besökt olika platser, bland annat genom ett samarbete med bibliotek i Västerbotten. Andra exempel är när museet besökte Sápmi Pride i Östersund 2018 och Filipstad 2019. 

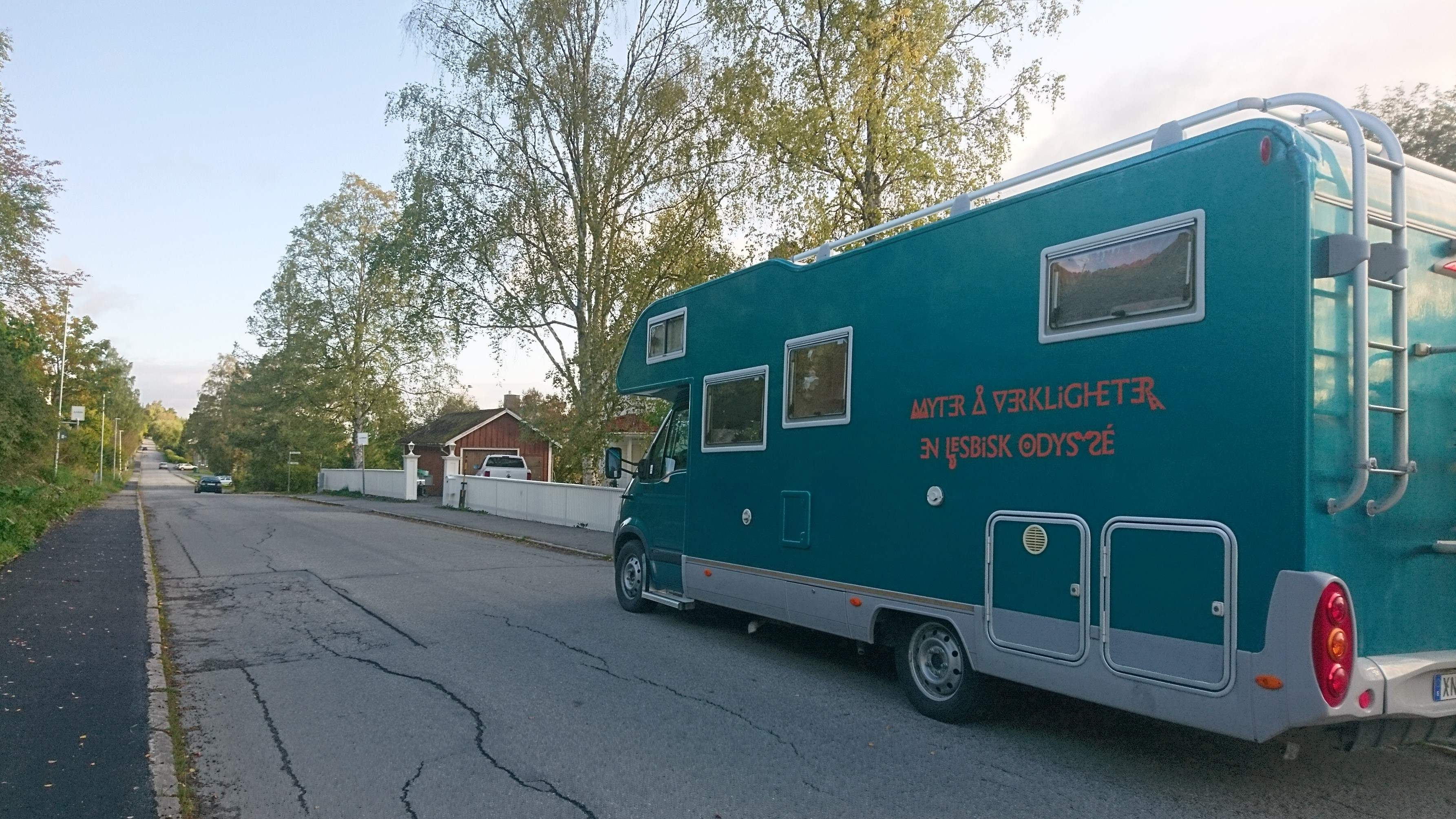
Lesbisk odyssés rullande museum på en gata i ett villaområde.

Projektet bestod även av ett  konstnärligt mentorprogram där unga hbtqi+personer fick en lesbisk professionell konstnär som mentor under ett år. Verken som skapats i programmet har sedan ställts ut på bland annat Örnsköldsviks museum & konsthall 2019, Norrbottens museum i Luleå 2020 och Kramfors konsthall 2021.
Projektet drevs under 2017–2021 och finansieras av Allmänna Arvsfonden, Postkodlotteriets kulturstiftelse och Region Västerbotten.

### Lesbisk plats
Det treåriga projektet Lesbisk plats påbörjades i september 2021 och finansieras av Allmänna arvsfonden. Projektet syftar till att skapa bättre förutsättningar för unga hbtqi-personer som bor på landsbygden. Helgläger hålls för unga hbtqi-personer på landsbygden och det går även att söka pengar för att arrangera aktiviteter och mötesplatser på temat.

## Priser och utmärkelser
2016 belönades föreningen med RFSL-Stockholms pris Regnbågspriset.